# Baltische Staaten

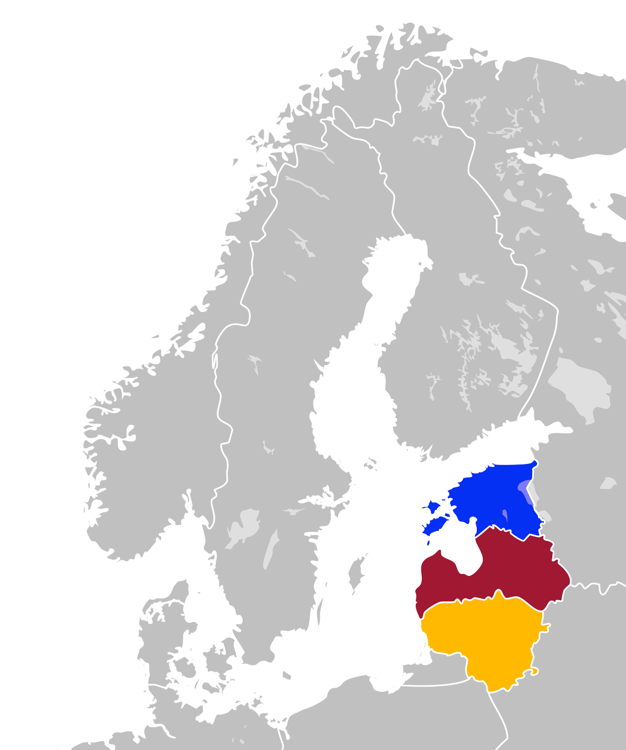
Lage der 3 baltischen Staaten in Nordosteuropa – von Nord nach Süd:,,

Mit baltischen Staaten werden als politischer Oberbegriff die drei in Nordosteuropa liegenden und an die Ostsee grenzenden Staaten Estland, Lettland und Litauen bezeichnet, während im Unterschied dazu der Begriff Baltikum für die geografische Region steht. Die drei Staaten waren nach dem Ersten Weltkrieg beim Zerfall des Russischen Reiches entstanden, wurden aber 1940 von der Sowjetunion im Rahmen des Hitler-Stalin-Paktes völkerrechtswidrig annektiert. Im Jahr 1990 erklärten sie sich erneut für unabhängig und trugen damit zum Zerfall der Sowjetunion bei. Alle drei Länder erlangten schließlich im September 1991 ihre Eigenständigkeit zurück und wurden im Rahmen der EU-Erweiterung 2004 Mitglieder der Europäischen Union, der Eurozone, der OECD und der NATO.

## Übersicht
Die nachfolgende Tabelle listet die drei baltischen Staaten von Norden nach Süden:
| Staat    | Fläche [km²] | Einwohner (Stand: Jan. 2019) | Bevölkerungsdichte [Einw./km²] | Hauptstadt |
| -------- | ------------ | ---------------------------- | ------------------------------ | ---------- |
| Estland  | 045.339      | 1.323.824                    | 29                             | Tallinn    |
| Lettland | 064.589      | 1.934.379                    | 30                             | Riga       |
| Litauen  | 065.300      | 2.794.000                    | 43                             | Vilnius    |
| Gesamt   | 175.228      | 6.052.203                    | 35                             |            |

## Geschichte
Diese deutsche Begriffsbildung hat ihren Ursprung in der deutschen Ostsiedlung des Mittelalters. Russland übte zwar seit dem 18. Jahrhundert die Macht in seinen Ostseeprovinzen und Polen-Litauen aus, duldete jedoch in Estland und Lettland die im 13. Jahrhundert etablierte Dominanz der Baltendeutschen. Diese waren bis Ende des Ersten Weltkriegs dort auch die wirtschaftlich und gesellschaftliche Oberschicht. Die Masse der Bevölkerung waren Esten, Letten und Litauer. In Litauen, das eine polnische Oberschicht hatte, lebten viele Polen und Juden.
Als die Region im Ersten Weltkrieg durch deutsche Truppen besetzt war, wurden die Einflüsse der russischen Oktoberrevolution von 1917 in den baltischen Staaten konsequent unterdrückt.
Der Friedensvertrag von Brest-Litowsk brachte den baltischen Staaten die politische Selbständigkeit. Nach der Niederlage Deutschlands ging 1918 die vollständige Staatsverwaltung an die Bevölkerungsmehrheiten der Staaten über. Diese konnten sich 1919 nur mit Hilfe der deutschen Freikorps (sogenannte Ostsee-Division) unter General Rüdiger Graf von der Goltz dem Angriff der Roten Armee erwehren. Nach anfänglichem Misstrauen der Regierungen entwickelte sich insbesondere in Estland eine enge antisowjetische Zusammenarbeit der deutschen und estnischen Geheimdienste.
Diese langjährige Zusammenarbeit wurde durch den Hitler-Stalin-Pakt vom August 1939 durch die deutsche Seite beendet, da die Absteckung der Interessensphären durch die Sowjetunion und Deutschland die baltischen Staaten dem sowjetischen Einflussbereich überließ. 
Mit der Parole „Heim ins Reich“ wurde zur Jahreswende 1939/1940 die baltendeutsche Bevölkerung zunächst besonders in den Warthegau und später ins Kernland verschoben. Aus diesen Reihen setzte sich später innerhalb der Wehrmacht ein Großteil der für Spezialaufgaben eingesetzten Division Brandenburg zusammen, dies aufgrund der exzellenten Russischkenntnisse.
Im Frühjahr 1940 besetzte die Rote Armee die drei baltischen Staaten. Teile der Bevölkerung wurden in Massendeportationen in das Innere der Sowjetunion und in Arbeitslager gebracht. Die einsetzende Russifizierung wurde im Sommer 1941 durch den deutschen Überfall auf die Sowjetunion unterbrochen. Teile der Bevölkerung empfingen anfangs aufgrund der vorherrschenden antisowjetischen Stimmung freudig die deutschen Truppenverbände und waren im Weiteren kooperationsbereit. Vor allem die jüdische Bevölkerung der baltischen Staaten wurde bis 1944/1945 fast vollständig durch den nationalsozialistischen Massenmord deportiert und vor allem im von Deutschland besetzten Polen ermordet, dies teils unter Mithilfe der baltischen Bevölkerung. Aus den einheimischen Gegnern der Sowjetunion rekrutierte die Waffen-SS Soldaten. Vielen war jedoch klar, dass nur die eine Besetzung einer anderen Platz gemacht hatte. Nach der Wiedereroberung der drei Staaten durch die Sowjetarmee nahm Stalin an der Bevölkerung grausame Vergeltung und setzte die Russifizierung im größeren Ausmaß als zuvor durch.
Der Widerstand durch Untergrundorganisationen, vor allem sogenannte „Waldbrüder“, hielt zwar nach der erneuten Besetzung durch die Rote Armee noch einige Jahre an. Britische und US-amerikanische Kommandounternehmen versuchten nach dem Zweiten Weltkrieg mit Hilfe ehemaliger deutscher Kriegsmarine-Soldaten und von ihnen übernommenen Schiffen in der British Baltic Fishery Protection Service diese Untergrundkämpfer zunächst zu unterstützen und brachten später einige Angehörige außer Landes. Ab 1952 wurde der Widerstand durch bessere Kenntnis der sowjetischen Behörden geschwächt und nach dem Tod Stalins durch eine Amnestie größtenteils liquidiert. 
Die drei baltischen Staaten nahmen im Dezember 1991 an der Gründung der GUS nicht teil, da sie sich nicht auf die Tradition der drei 1940 gegründeten Sowjetrepubliken beriefen, sondern als Fortsetzung der 1918–1920 unabhängig gewordenen Staaten verstanden. Sie hatten daher alle bereits im Laufe des Vorjahres die Wiederherstellung ihrer Unabhängigkeit erklärt; am 5. September 1991 war diese durch den Staatsrat der UdSSR anerkannt worden.